# 將軍澳官立小學
將軍澳官立小學（英語：Tseung Kwan O Government Primary School），是一所由香港政府教育局直接管轄的全日制小學，位於香港將軍澳坑口厚德邨，於1993年隨同屋邨落成，並於1993年9月1日開學。現任校長是黃鳳霞女士。

## 教師資歷
該校全體英文及普通話老師已達語文基準。教師中百分之九十持有學士或以上學歷，百分之二十持有碩士學位，另有駐校外籍英語教師與本科英文科老師進行協作教學及推動英文科活動。

## 升學
與該校聯繫的官立中學有將軍澳官立中學、何文田官立中學及觀塘功樂官立中學，而將軍澳官立中學更預留約四分之一的中學學額給畢業生升讀。
該校於2022-23年度升中派位獲派首三志願的學生有93%。

## 姊妹學校
- 廣州市真光小學

該校與廣州市真光小學結成姊妹學校，互相交流。兩地同學每年進行「魚雁相通兩地情」的筆友交流計劃。
- 荔灣區沙面小學

該校與荔灣區沙面小學結成姊妹學校，互相交流。

## 外部連結
- 將軍澳官立小學網址 （页面存档备份，存于）